# Euphrasia micrantha
Euphrasia micrantha là loài thực vật có hoa thuộc họ Cỏ chổi. Loài này được Rchb. mô tả khoa học đầu tiên năm 1831.